# Centri abitati di Timor Est

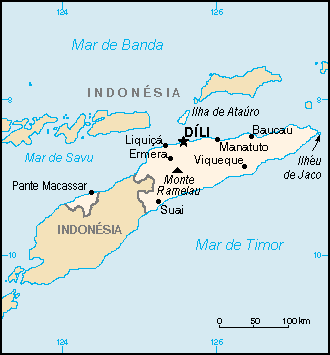
Mappa di Timor Est

Lista delle principali città e dei paesi di Timor Est
- Distretto di Aileu
  - Aileu
- Distretto di Ainaro
  - Ainaro
  - Hotudo
  - Maubara
  - Zumalai
- Distretto di Baucau
  - Baquia
  - Baucau
  - Bucoli
  - Kelikai
  - Laga
  - Venilale
- Distretto di Bobonaro
  - Atabae
  - Balibo
  - Bobonaro
  - Lolotoe
  - Maliana
- Distretto di Cova Lima
  - Fatolulic
  - Fohorern
  - Suai
  - Tilomar
- Distretto di Dili
  - Dare
  - Dili
  - Metinaro
- Distretto di Ermera
  - Atsabe
  - Ermera
  - Gleno
  - Hatolina
- Distretto di Lautém
  - Com
  - Fuiloro
  - Iliomar
  - Laivai
  - Lautem
  - Lore
  - Lospalos
  - Luro
  - Mehara
  - Tutuala
- Distretto di Liquiçá
  - Bazar Tete
  - Liquiçá
  - Maubara
- Distretto di Manatuto
  - Laclubar
  - Laleia
  - Manatuto
  - Natarbora
- Distretto di Manufahi
  - Alas
  - Fato Berlia
  - Same
  - Turiscai
- Distretto di Oecussi-Ambeno
  - Citrana
  - Nitibe
  - Oe Silo
  - Pante Macassar
  - Passabe
- Distretto di Viqueque
  - Beacu
  - Lacluta
  - Ossu
  - Uatolari
  - Viqueque
- Isola di Atauro
  - Atauro
  - Berau
  - Biquele